# Giovanni (console 499)
Flavio Giovanni, Gibbo (in latino Flavius Ioannes qui et Gibbus; Selimbria, ... – ...; fl. 492–499), è stato un generale romano orientale.

## Biografia
Giovanni tra il 492 e il 499 fu magister militum praesentalis d'Oriente. In questa qualità fu uno dei due generali dell'imperatore Anastasio I nella guerra isaurica (492–497), assieme a Giovanni Scita.
Nel 492 fu uno dei comandanti dell'esercito romano nella battaglia di Cotyaeum, mentre l'anno successivo ottenne una schiacciante vittoria contro gli Isaurici, dopo aver liberato l'esercito di Diogeniano a Claudiopoli. Nel 498, anno successivo alla vittoria sugli Isaurici, fu proprio lui a catturare gli ultimi capi nemici, Longino di Selino e Indes e a mandarli all'imperatore.
Anastasio fu molto compiaciuto per la vittoria nella guerra, e onorò ampiamente i suoi due vittoriosi generali: Giovanni esercitò infatti il consolato sine collega nel 499.
Secondo un aneddoto tramandato da Procopio di Cesarea (Aneddoti, vi.5–9), Giovanni avrebbe condannato a morte Giustino durante la guerra isaurica, ma, a seguito di un sogno, decise di risparmiargli la vita: dopo la morte di Anastasio, Giustino salì al trono.